# Incmaro di Laon
Incmaro di Laon (830 – 882) è stato un teologo e vescovo francese, vescovo di Laon.
Era nipote dell'omonimo arcivescovo di Reims.
Per avere osteggiato Carlo il Calvo e lo zio, fu deposto ed accecato.
Lasciò alcuni scritti polemici.